# أرغوت الدبس
أرغوت الدبس أو عاكوب الدبس أو رابط الكرمة (الاسم العلمي: Ampelodesmos)، نبات من فصيلة النجيلية معروف جداً في الجزائر، تصاب بضَرب
من الأرغوت أو مشيجة الأرغوت الأرجواني، يبلغ طلو هذه الأرغوت 3 إلى 9 سم وعرضه 2 إلى 2,5 مم،وهو مفلطح قليلاً، ونادراً مايكون أسطواني الشكل،
أحد طرفية يكون مُتًثَلَّمّاً ( أي لا حادّ ولا قاطع ) وطرفه الثاني حادّ الرأس، وهو مُسْوًدّ اللون أو كسنتي أو مرمد وإذا فسد يُصبح لونه أشقر ورائحتة
معدومة تقريباً.